# Якун Мирославич
Якун Мирославич — новгородский посадник в 1137—1141 и 1156—1160 гг.

## Посадничество
В Новгородской первой летописи младшего извода существует список новгородских посадников из 89 имён без датировки. Среди упоминаемых посадников записано и имя Якуна Мирославича, по счёту стоит двадцать вторым. В других списках, которые прилагаются к Новгородской четвёртой и Ермолинской летописям, он стоит двадцать третьим.
После 7 марта 1137 г. Якун Мирославич становится новгородским посадником. В 1141 г. князь Всеволод Ольгович позвал своего брата Святослава из Новгорода (Всеволод хотел своего сына посадить на Новгородское княжение) и тот тайно ночью ушёл из города. С ним бежал и посадник Якун Мирославич с братом Прокопием, однако его с братом изловили новгородцы и побили их чуть не до смерти, и голых сбросили с моста. Но обнаружив их выжившими (прибились к берегу), новгородцы не стали больше бить, а взяли — у Якуна 1000 гривен, у Прокопия 100. Братьев заточили в Чудь, а потом они находились у Юрия Долгорукого из милости. По предположению В. Л. Янина, время расправы над посадником и его братом возможно случилось в феврале 1141 г..
В 1156 г. Якун Мирославич снова становится посадником. Зимой 1160 г. посадничество у него отбирается.

## Имя Якша
Существует предположение, что Якун Мирославич мог называться Якшей (не только от Якова, но и от Якуна могло произойти уменьшительное имя), который фигурирует в ряде Новгородских берестяных грамот (№ 821, 870, 885 и др.).

## Семья
Новгородскими посадниками были также другие родственники Якуна Мирославича. Неизвестная по имени дочь Якуна Мирославича стала второй женой князя Мстислава Ростиславовича в 1176 г.
1. Гюрята
  1. Мирослав Гюрятинич
    1. Прокопий Мирославич
    2. Якун Мирославич
      1. неизвестная дочь + Мстислав Ростиславич (князь ростовский)